# Cadoricin
Cadoricin est une marque française de produits cosmétiques, célèbre en France de 1946 à 1962. Elle est soutenue par des campagnes de publicité et des partenariats avec des émissions de radio populaires. 

## Présentation
Les produits Cadoricin étaient multiples : Dulsol, FliFlap shampooing aux œufs, brillantine Lustrale, Fleurie, Gel… Leur composante commune était l'huile de ricin. « L'huile de ricin, argumentait-on, est parfaite pour les cheveux secs, dévitalisés, fourchus ou cassants. Elle favorise la croissance des cils, des sourcils et des ongles qu'elle protège. »
En 1946, l'émission radiophonique Pêle - Mêle, sponsorisée par Cadoricin, est présentée en direct chaque vendredi à 20h45, par Jean-Jacques Vital, avec Michel Emer et son orchestre, le chansonnier Robert Rocca, Jacques Pills, Monsieur Champagne…
Un jingle chanté célébrait le produit brillantine, sur l'air de la comptine Cadet Rousselle : « La brillantine Cadoricin, rendra vos cheveux beaux et sains. »
En 1948, l'affichiste Brenot, spécialisé dans l'image de jeunes filles sexy, réalise une campagne de publicité très présente sur les murs et dans les publications. Dans un film publicitaire, Louis De Funès et Jean Carmet vantent les produits Cadoricin… Cadoricin, dont l'usine était située à Bobigny (93), a été rachetée par L'Oréal en 1962, et reste sa propriété.